# Juripiranga (kommun)
Juripiranga är en kommun i Brasilien.   Den ligger i delstaten Paraíba, i den östra delen av landet, 1 700 km nordost om huvudstaden Brasília. Antalet invånare är 10 240.
Följande samhällen finns i Juripiranga:
- Juripiranga

Omgivningarna runt Juripiranga är en mosaik av jordbruksmark och naturlig växtlighet. Runt Juripiranga är det ganska tätbefolkat, med 129 invånare per kvadratkilometer.